# ГЕС Грейт-Фолс
ГЕС Грейт-Фолс (англ. Great Falls Dam) — гідроелектростанція у канадській провінції Манітоба. Знаходячись між ГЕС Мак-Артур-Фолс (вище за течією) та ГЕС Пайн-Фолс, входить до складу каскаду на річці Вінніпег, яка є однією з основних приток однойменного озера (річкою Нельсон дренується до Гудзонової затоки).
У районі станції річку перекриває бетонна гребля, яка включає інтегрований у лівобережну частину машинний зал. Крім того, обабіч розташовуються короткі — 338 та 317 метрів — кам'яно накидні ділянки. Разом із залізничною дамбою вони утримують витягнуте по долині річки на 4 км водосховище з площею поверхні 10 км2.
Основне обладнання станції становлять шість пропелерних турбін загальною потужністю 129 МВт. Використовуючи напір у 17,7 метра вони забезпечують виробництво 750 млн кВт·год електроенергії на рік.
Видача продукції відбувається по ЛЕП, що працюють під напругою 66 кВ та 115 кВ.
Зі станції здійснюється дистанційне управління іншими належними Манітобі ГЕС вінніпезького каскаду.